# Distretto di Tongu Nord
Il distretto di Tongu Nord (ufficialmente North Tongu District, in inglese) è un distretto della Regione del Volta del Ghana.